# Nacional Monte de Piedad
Le Nacional Monte de Piedad est un organisme privé sans but lucratif dédié au financement social, un mont-de-piété dont la maison mère est située à côté de la cathédrale métropolitaine de Mexico. En 2014, elle possède plus 310 succursales dans tout le pays, dans lesquels en moyenne 9 millions de nouveaux prêts sont contractés chaque année et sert plus de 6 millions de familles. dans leurs succursales est menée tous les autres opérations de garantie effectuées dans le pays . La moitié des opérations des prêts sur gage du pays s'effectuent dans ses succursales.

## Histoire
Fondée en 1775 par Pedro Romero de Terreros, comte de Regla, elle est considérée comme l'institution financière la plus ancienne des Amériques.
La maison-mère est construite sur les restes du palais d'Axayacatl. En juillet 2020, une équipe d'archéologue dirigée par Raúl Barrera Rodríguez et José María García Guerrero découvre les restes du palais, ainsi que ceux de la maison qu'Hernán Cortés avait fait construire par-dessus, dans les fondations de son bâtiment. Un patio et plusieurs chambres y sont répertoriées comportant des motifs taillés dans la pierre caractéristiques de la fin de la période préhispanique et du début de la Nouvelle-Espagne.